# Càrax d'Espàsines
Càrax d'Espàsines (en grec antic: Χάραξ Σπασίνου, llatí: Charax Spasini) era una ciutat situada al sud de Babilònia o potser a la Susiana, propera al golf Pèrsic i a la boca del Tigris. Prenia el nom d'un príncep iranià, Hispaòsines o Espàsines.
Va donar el nom al districte sud de Babilònia que es va dir Caracene. La ciutat va portar diferents noms al llarg de la història. La va fundar Alexandre el Gran amb el nom d'Alexandria de Susiana, però un temps després va quedar destruïda per una inundació. Antíoc IV la va restaurar i la va rebatejar amb el non d'Antioquia de Susiana. El 129 aC el sàtrapa de Caracene, el príncep iranià Hispaòsines o Espàsines, fill de Sogdonac, es va fer independent i va situar la seva capital a Antioquia, a la qual va canviar el nom pel de Càrax d'Espàsines, i va prendre el títol de rei. Els parts li van arrabassar la part nord del regne (circa 126 aC) i van nomenar governador un funcionari part de nom Himeros, que també va ser nomenat sàtrapa de Mesene, però Hispaòsines es va poder mantenir uns anys al sud amb el títol de rei de Caracene i va emetre moneda cap a l'any 125 aC. Més tard els parts el van reconèixer com a rei i probablement va originar una nissaga però no se'n tenen dades. Plini el Vell diu que la ciutat es va fundar a 17 km del mar, però que a la seva època ja es trobava a 120 km. Les xifres semblen exagerades, però a aquella zona hi desembocaven diversos rius que haurien pogut fer avançar la línia de la costa amb els sediments que arrossegaven.
Hi van néixer els geògrafs Dionís Periegetes i Isidor de Càrax.